# 电子阅览室
电子阅览室是在学校、用人单位、图书馆等中，供人们通过计算机进行阅读的场所。阅览室中常配置大量台式计算机，每台计算机都与总机以网络相连，有的阅览室还连接国际互联网。有的阅览室还可以允许人们用计算机进行工作、读新闻等，但绝大多数电子阅览室不允许使用者玩电子游戏。